# Hinrich Just Müller
Hinrich Just Müller (* 1740 in Fürstenau; † 13. August 1811 in Wittmund) war ein deutscher Orgelbauer, der aus dem Osnabrücker Land stammte, aber hauptsächlich in Ostfriesland tätig war. Getauft wurde er am 6. Februar 1740 in Fürstenau.

## Leben
Als Orgelbauer wird er erstmals 1760 genannt (Geselle des Johann Hinrich Klapmeyer, aus Oldenburg, beim Pedalbau der Orgel in Ganderkesee). Ein Jahr später übersiedelte er nach Wittmund und vollendete 1762 in der Ortschaft Funnix die Arbeit des Orgelbauers Constabel.
Gleichzeitig übernahm er nach dessen Tod auch die Werkstatt und heiratete 1763 die Bürgerstochter Teite Maria Rötchers. Aus der Ehe gingen sechs Kinder hervor, wobei sein ältester Sohn Just Hinrich Müller (nannte sich aber Jobst Wilhelm Henrich) ebenfalls Orgelbauer wurde. Dieser zog später wieder nach Fürstenau und machte sich dort selbständig. Die letzte Tätigkeit Hinrich Just Müllers ist 1809 in Wittmund nachgewiesen, als er Reparaturarbeiten an seiner Orgel vornahm. 

## Werk
Von Hinrich Just Müller sind folgende Neubauten nachgewiesen und zum größten Teil erhalten. Dazu kommen noch diverse Reparatur- und Umbauarbeiten. Er war in mehr als 50 Gemeinden tätig. Er wird allgemein als solider Praktiker und Geschäftsmann beschrieben, der aber noch genügend künstlerisches Potential besessen hat. Als sein Hauptkonkurrent galt allgemein der Orgelbauer Johann Friedrich Wenthin aus Emden.
Kursivschreibung gibt an, dass die Orgel nicht oder nur noch das historische Gehäuse erhalten ist. Die Größe der Instrumente wird in der fünften Spalte durch die Anzahl der Manuale und die Anzahl der klingenden Register in der sechsten Spalte angezeigt. Ein großes „P“ steht für ein selbstständiges Pedal, ein kleines „p“ für ein angehängtes Pedal.
| Jahr      | Ort                        | Kirche                          | Bild | Manuale | Register | Bemerkungen |
| --------- | -------------------------- | ------------------------------- | ---- | ------- | -------- | --- |
| 1760–1762 | Funnix                     | St. Florian                     |      | I/p     | 8        | Neubau durch Johann Friedrich Constabel nach dessen Tod durch Müller vollendet |
| 1759–1765 | Dunum                      | Dunumer Kirche                  |      | I/p     | 9        | Neubau; erhalten |
| 1766      | Midlum                     | Midlumer Kirche                 |      | I/p     | 9        | Neubau; erhalten; Rückpositiv ist Attrappe wie in Engerhafe und Manslagt → Orgel |
| 1771      | Eggelingen                 | St.-Georg-Kirche                |      |         |          | 1836 zerstört |
| 1772      | Holtrop                    | Holtroper Kirche                |      | I/p     | 8        | Neubau; erhalten |
| 1773–1775 | Nortmoor                   | St.-Georg-Kirche                |      | I/p     | 8        | Neubau; erhalten |
| 1774–1775 | Engerhafe                  | Johannes der Täufer             |      | II/p    | 13       | Neubau mit Haupt- und Brustwerk; das Rückpositiv in der Brüstung ist Attrappe; Gehäuse mit originalen Prospektpfeifen erhalten, deren Eselsrücken-Labien in Form eines Kielbogen auf ein älteres Datum hinweisen (vermutlich spätgotisch). |
| 1776      | Wittmund                   | St. Nicolai                     |      | II/p    | 17       | Neubau; nur Prospekt erhalten |
| 1777      | Simonswolde                | Simonswoldmer Kirche            |      | I/p     | 7        | Neubau; erhalten |
| 1776–1778 | Manslagt                   | Manslagter Kirche               |      | II/p    | 15       | Neubau; erhalten; Rückpositiv ist Attrappe. |
| 1780–1781 | Carolinensiel              | Carolinensieler Kirche          |      | II/p    | 11       | Neubau; Pfeifenwerk zur Hälfte erhalten |
| 1782      | Remels                     | St.-Martin-Kirche               |      | II/p    | 15       | Neubau; erhalten; Müller integrierte ein älteres Positiv von vermutlich Johann Friedrich Constabel (I/5, 1733) als Rückpositiv |
| 1784–1786 | Middels                    | Middelser Kirche                |      | I/p     | 8        | Neubau; erhalten |
| 1789      | Dissen am Teutoburger Wald | St.-Mauritius-Kirche            |      | II/p    | 16       | Prospekt erhalten |
| 1793      | Loquard                    | Loquarder Kirche                |      | I/p     | 8        | Neubau; nur Prospekt erhalten |
| 1793      | Leer                       | Lutherkirche                    |      | II/P    | 30       | Neubau; nur Prospekt erhalten |
| 1793      | Bunde                      | Reformierte Kirche              |      | II/p    | 22       | Neubau; nur Prospekt erhalten → Orgel |
| 1795      | Wüppels                    | Ev.-luth. Kirche                |      | I       | 8        | Neubau ohne Pedal; nur Prospekt erhalten |
| 1797      | Leerhafe                   | Cäcilien- und Margarethenkirche |      |         |          | Neubau; nicht erhalten |
| 1796–1798 | Neermoor                   | Reformierte Kirche              |      | I/p     | 11       | Neubau; erhalten |
| 1799      | Arle                       | Bonifatius-Kirche               |      | II/p    | 18       | Neubau, zusammen mit Johann Gottfried Rohlfs erbaut; erhalten |
| 1803–1804 | Woquard                    | Marienkirche                    |      | I/p     | 9        | Neubau; erhalten |